# Pont Valentré

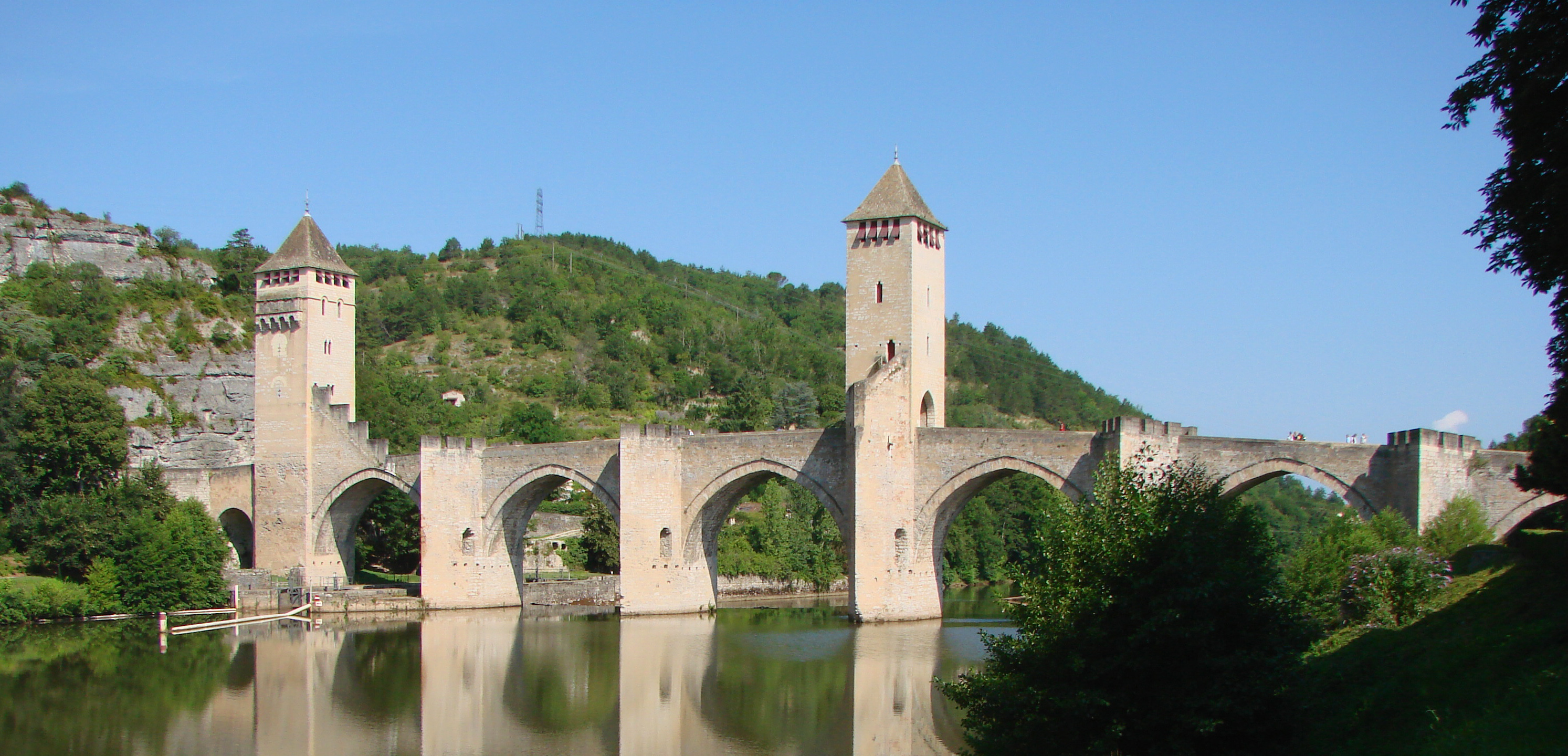
Der Pont Valentré in Cahors

Der Pont Valentré (okzitanisch Pont de Balandras) ist eine Brücke, die den Fluss Lot im Westen von Cahors in Frankreich überquert. Mit ihren drei befestigten Türmen, den sechs Bögen und den mit spitzen Bastionen bewehrten Pfeilern bildet sie ein außergewöhnliches Beispiel eines mittelalterlichen Verteidigungsbauwerkes und ist zum Wahrzeichen von Cahors geworden.

## Geschichte

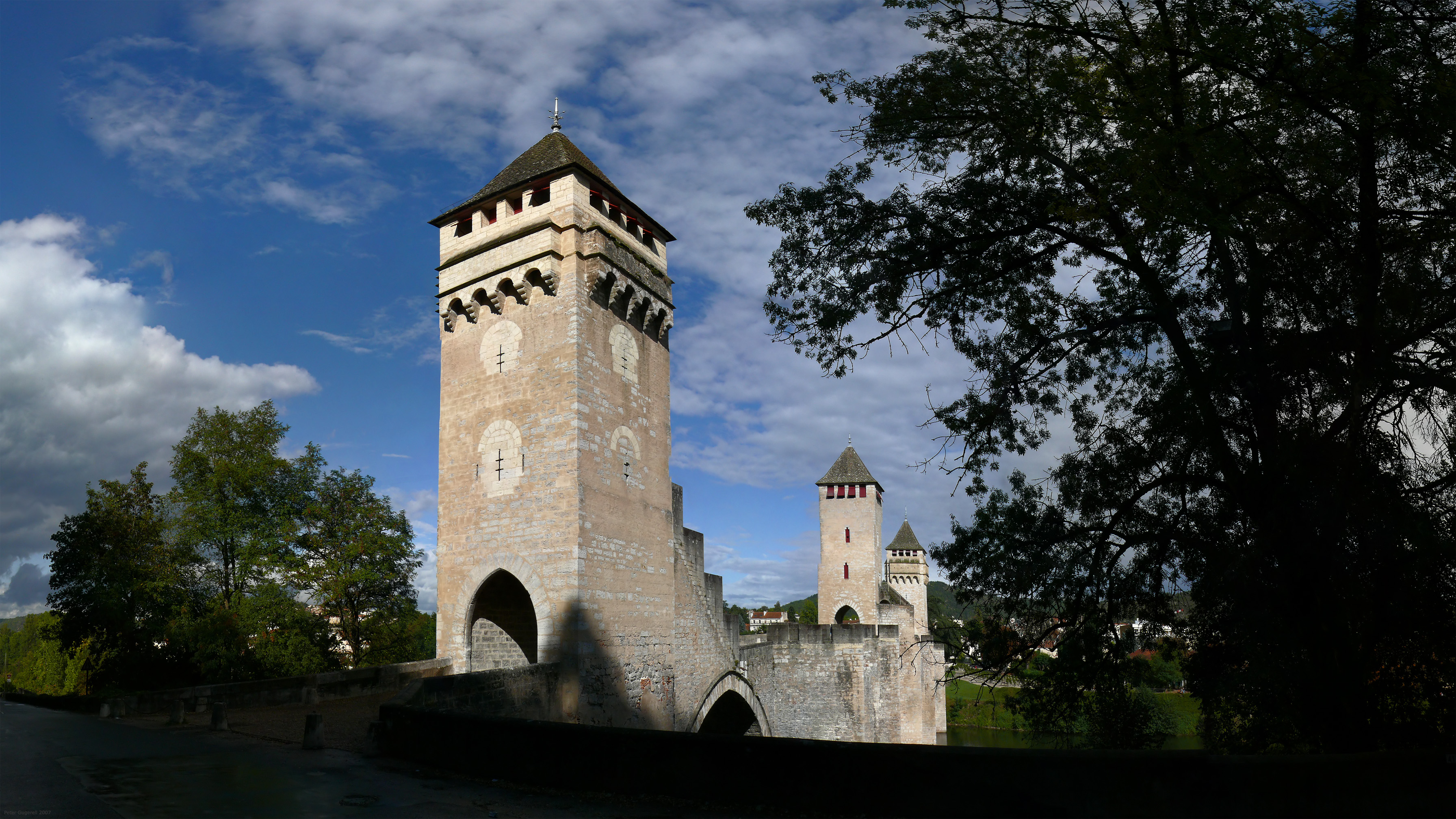
Pont Valentré von Westen

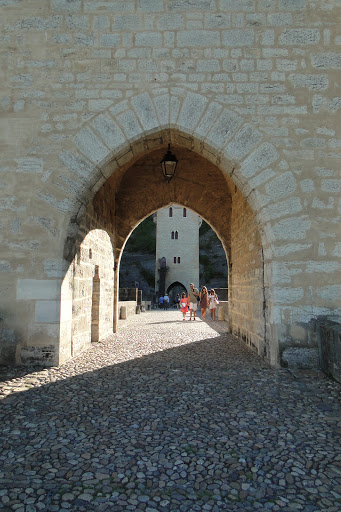
Brückenturm

Cahors liegt in einer engen Flussschleife des Lot, der die Stadt im Westen, Süden und Osten umgibt. Von den drei Brücken, die den Zugang zur Stadt im Mittelalter schützten, steht heute nur noch der Pont Valentré. Die Brücke wurde in der Zeit der englisch-französischen Kriege erbaut und ist eines der wenigen Beispiele von Militärarchitektur aus dieser Epoche, die heute noch existieren. Sie wird als eine der schönsten befestigten Brücken des Mittelalters angesehen.
Im Mittelalter hatten Geschäfte mit lombardischen Bankiers sowie Händlern und Kaufleuten aus nah und fern Cahors zu einer reichen Stadt gemacht. Ihre Reichtümer waren jedoch stets gefährdet. Jacques Arnaud Duèze, Bischof von Fréjus und Sohn eines einheimischen Bankiers, überredete am 17. Juni 1308 die Stadtväter, eine wehrhafte Brücke über den Fluss zu schlagen. Duèze konnte die Baumaßnahmen aber nicht weiter verfolgen, da er als Hofkanzler König Roberts des Weisen nach Neapel berufen und später als Johannes XXII. Papst wurde. Die Vollendung der Brücke erlebte er nicht mehr.
Ihr Bau, der in die Zeit des größten wirtschaftlichen Erfolges der Stadt fiel, wurde 1306 von den Konsuln der Stadt beschlossen, und 1308 wurde im Bereich des Hafens Valandrès der Grundstein gelegt. Ihre Aufgabe sollte die einer Festung sein und Cahors gegen Angriffe aus südlicher Richtung absichern. Die gegen die Strömung gerichteten, spitz zulaufenden Wellenbrecher wurden mit Zinnen bekrönt, um mögliche Angreifer unter Flankenfeuer zu nehmen. Torzwinger und Wehrtürme erhielten ebenfalls Zinnen, Schießscharten und Maschikulis. An jedem Tordurchgang wurden Fallgatter installiert. Allerdings haben weder die Engländer noch Heinrich IV. die Stadt tatsächlich angegriffen. Durch den Vertrag von Bretigny und den Frieden von Calais musste Cahors 1360 dem englischen König Eduard III. kampflos übergeben werden.
Die Brücke sollte das Entstehen einer zweiten Hauptstraße in der Stadt begünstigen, die sich nun in West-Ost-Richtung erstreckte, statt wie zuvor entlang der Nord-Süd-Hauptachse. Dies hatte erhebliche Auswirkungen auf die gesamte bauliche Entwicklung der Stadt.  1355 konnten Pilger und Kaufleute die Brücke über den an dieser Stelle 138 Meter breiten Lot erstmals passieren. Der Bau wurde frühestens 1378 vollendet. Noch 1389 wurde berichtet, dass eine Glocke in einem der Brückentürme eingebaut wurde.
Zu Beginn des 19. Jahrhunderts waren die Festungsanlagen auf der Brücke in sehr schlechtem Zustand, sodass sie für den Verkehr gesperrt werden musste. Erst die Anerkennung als Monument historique 1840 ermöglichte ihre Rettung und in den Jahren 1879 bis 1882 erfolgte eine Grundsanierung.
Wegen der Lage von Cahors am Schnittpunkt zwischen der Via Podiensis, einem der französischen Abschnitte des Jakobsweges nach Santiago de Compostela, und der römischen Straße von Lyon nach Bordeaux wurde 1998 die Brücke als Teil des Weltkulturerbes der UNESCO „Jakobsweg in Frankreich“ ausgezeichnet.
Derzeit gibt es Planungen neben der Brücke einen großen Hotelkomplex zu errichten, dem auch eine gallo-römische Fundstelle ohne vorherige Grabungen zum Opfer fallen soll.

## Beschreibung

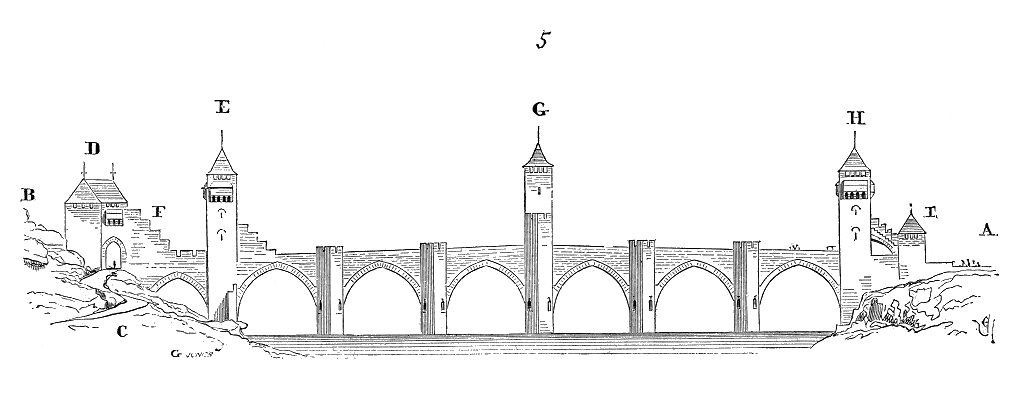
Darstellung der Brücke von Süden von Eugène Viollet-le-Duc aus dem Jahr 1856. Die dargestellte linke Barbakane (D und F) existierte zu diesem Zeitpunkt schon nicht mehr.

Die geschwungene Brücke erreicht mit ihren sechs gotischen Spitzbögen von durchschnittlich je 16,50 Metern Breite eine Länge von 138 Metern. Zusammen mit zwei weiteren schmalen Bögen, die sich über den Ufern erheben, ist sie 172 Meter lang. Die fünf im Wasser stehenden, 6 Meter breiten Pfeiler besitzen mit Zinnen bewehrte dreieckige Vorsprünge. Die Fahrbahn hat eine Breite von 6 Metern. Drei quadratische Türme versperren den Weg und erheben sich 40 Meter über dem Wasser, die Straße führt durch spitzbogige Durchfahrten in ihren Füßen. Diese konnten mit Fallgattern und Toren versperrt werden. Die Türme sind ebenfalls mit Zinnen sowie Reihen von Maschikulis versehen. Schießscharten in Form eines Doppelkreuzes dienten der Aufstellung von Bogenschützen. Der Zugang zum ersten Obergeschoss der Brückentürme erfolgt über zinnenbewehrte Steintreppen, die übrigen sind innen über hölzerne Treppen erreichbar.
Zwei Barbakanen (Torburgen) schützten den Zugang, jedoch ist nur die auf der östlichen Seite erhalten. Die äußere westliche Torburg wurde im 18. Jahrhundert abgerissen. Sie reichte bis an die Felsabhänge der anschließenden Hügel, der Zugang erfolgte durch ein Tor auf der Südseite. In ihr war eine der Jungfrau Maria geweihte Kapelle untergebracht.

## Legende der Brücke

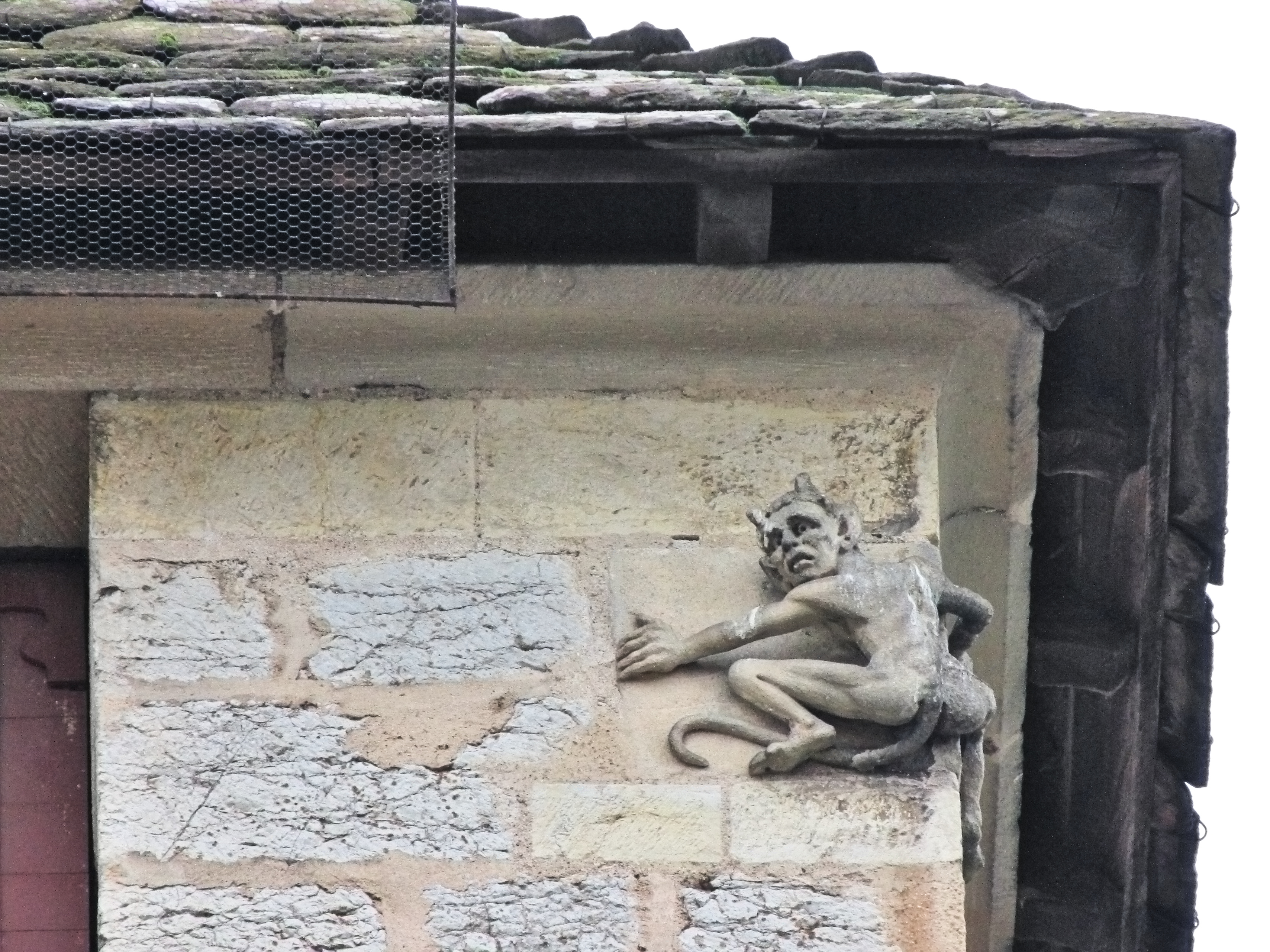
Der 1879 eingefügte Teufel

Mit dem Bau der Brücke, der sich über mehr als ein halbes Jahrhundert erstreckte, ist eine Legende verbunden, die von den Einwohnern Cahors gern erzählt wird. Entnervt von dem langsamen Fortgang der Arbeiten schloss der Baumeister einen Pakt mit dem Teufel. Dieser sollte seine gesamten Fähigkeiten in den Dienst des Baus stellen. Befolgte er alle ihm gegebenen Befehle, würde der Baumeister ihm seine Seele verschreiben. Die Brücke wuchs schnell empor, und mit dem Ende der Arbeiten nahte die Zeit für die Bezahlung. Um seine Seele zu retten und nicht die Ewigkeit in den Feuern der Hölle verbringen zu müssen, forderte der Meister den Teufel auf, für den letzten Mörtel mit einem Sieb Wasser für die Arbeiter zu holen.
Natürlich war der Teufel dazu nicht in der Lage und konnte so seinen Vertrag nicht erfüllen. Er beschloss, sich zu rächen und erschien nun jede Nacht, um den Schlussstein aus dem mittleren Turm, der auch Teufelsturm genannt wird, herauszubrechen, sodass die Maurer ihn am nächsten Tag immer wieder ersetzen mussten.
Im Zuge von Restaurierungsarbeiten an der Brücke fügte der Architekt Paul Gout 1879 in dieser Lücke einen behauenen Stein ein. Dieser zeigt den Dämon, wie er vergeblich versucht, den Stein herauszureißen – seine Klauen bleiben im Zement stecken.